# Синтиу-Бамамбе
Синтиу-Бамамбе (фр. Sinthiou Bamambé) — город и коммуна на северо-востоке Сенегала, на территории области Матам. Входит в состав департамента Канель.

## Географическое положение
Город находится в восточной части области, к западу от реки Сенегал, на расстоянии приблизительно 454 километров к востоку-северо-востоку (ENE) от столицы страны Дакара. Абсолютная высота — 45 метров над уровнем моря.

## Население
По оценочным данным Национального агентства статистики и демографии Сенегала (Agence nationale de la statistique et de la démographie) численность населения Синтиу-Бамамбе в 2010 году составляла 8392 человек, из которых мужчины составляли 49,2 %, женщины — соответственно 50,8 %.

## Транспорт
Ближайший аэропорт находится в городе Уро-Соги. Через город проходит национальная автотрасса N2.